# Fompedraza
Fompedraza is een gemeente in de Spaanse provincie Valladolid in de regio Castilië en León met een oppervlakte van 16,38 km². Fompedraza telt 113 inwoners (1 januari 2016).

## Demografische ontwikkeling
Bron: INE, 1857-2011: volkstellingen